# Brunswick Station (Maine)
Brunswick Station es un lugar designado por el censo ubicado en el condado de Cumberland en el estado estadounidense de Maine. En el Censo de 2010 tenía una población de 578 habitantes y una densidad poblacional de 45,02 personas por km².

## Geografía
Brunswick Station se encuentra ubicado en las coordenadas 43°53′30″N 69°56′20″O / 43.89167, -69.93889. Según la Oficina del Censo de los Estados Unidos, Brunswick Station tiene una superficie total de 12.84 km², de la cual 12.7 km² corresponden a tierra firme y (1.09%) 0.14 km² es agua.

## Demografía
Según el censo de 2010, había 578 personas residiendo en Brunswick Station. La densidad de población era de 45,02 hab./km². De los 578 habitantes, Brunswick Station estaba compuesto por el 78.03% blancos, el 9.86% eran afroamericanos, el 0% eran amerindios, el 2.94% eran asiáticos, el 0% eran isleños del Pacífico, el 1.56% eran de otras razas y el 7.61% pertenecían a dos o más razas. Del total de la población el 11.25% eran hispanos o latinos de cualquier raza.